# 鷲倉温泉
鷲倉温泉（わしくらおんせん）は、福島県福島市土湯温泉町にある温泉。

## 泉質
- 単純硫黄泉（硫化水素型）
- 含鉄泉：酸性-鉄（II, III）・アルミニウム - 硫酸塩泉（旧酸性緑礬泉）

### 効能
- 胃腸、神経痛、皮膚病、切り傷

※効能はその効果を万人に保証するものではない。

## 温泉地
磐梯朝日国立公園内に一軒宿、鷲倉温泉高原旅館が存在する。2001年（平成13年）に建て替えられた。標高1,230mの高所にある温泉地であり冬期は休業する。酸性緑ばん泉のほうは昔から「目の鷲倉｣といわれ評判が高かった。ちなみにこのあたりは福島市だが、福島市の市外局番「024-5」ではなく、隣の耶麻郡の市外局番「0242」が使用されている。
鷲倉は人が生活するところとしては福島県内で最も涼しいところのひとつとされている。気象台の測候所が設けられており、台風や雪のときは市内とは桁が違う値を記録する。また、温泉地としては福島県内で最も標高が高い。

## アクセス
- 車：東北自動車道福島西ICから国道115号を猪苗代方面へ進み、土湯トンネル手前で福島県道30号本宮土湯温泉線を土湯峠方面へ向かう。新野地温泉の少し先。
- 公共交通：福島交通が季節運行の福島駅発着バス「スカイライン循環線」を運行することがあり、「鷲倉温泉」バス停が設けられる。

## 周辺
- 鬼面山
- 磐梯吾妻スカイライン
- 野地温泉・新野地温泉・赤湯温泉・幕川温泉
- 横向温泉
- 箕輪スキー場